# Pandanus pukapukaensis
Pandanus pukapukaensis är en enhjärtbladig växtart som beskrevs av Harold St.John. Pandanus pukapukaensis ingår i släktet Pandanus och familjen Pandanaceae. Inga underarter finns listade.